# ویلیام لاکهارت
ویلیام لاکهارت (انگلیسی: William Lockhart؛ ۲ سپتامبر ۱۸۴۱ – ۱۸ مارس ۱۹۰۰) فرد نظامی اهل بریتانیا بود. وی همچنین برندهٔ جوایزی همچون نشان حمام شده‌است.